# محمد إسلامي
محمد إسلامي (بالفارسية: محمد اسلامی؛ من مواليد 23 سبتمبر 1956) هو نائب الرئيس ورئيس منظمة الطاقة الذرية الإيرانية في حكومة الرئيس إبراهيم رئيسي وكان وزير الطرق والتنمية الحضرية ومحافظ محافظة مازندران في حكومة حسن روحاني.